# Stade Achille Hammerel

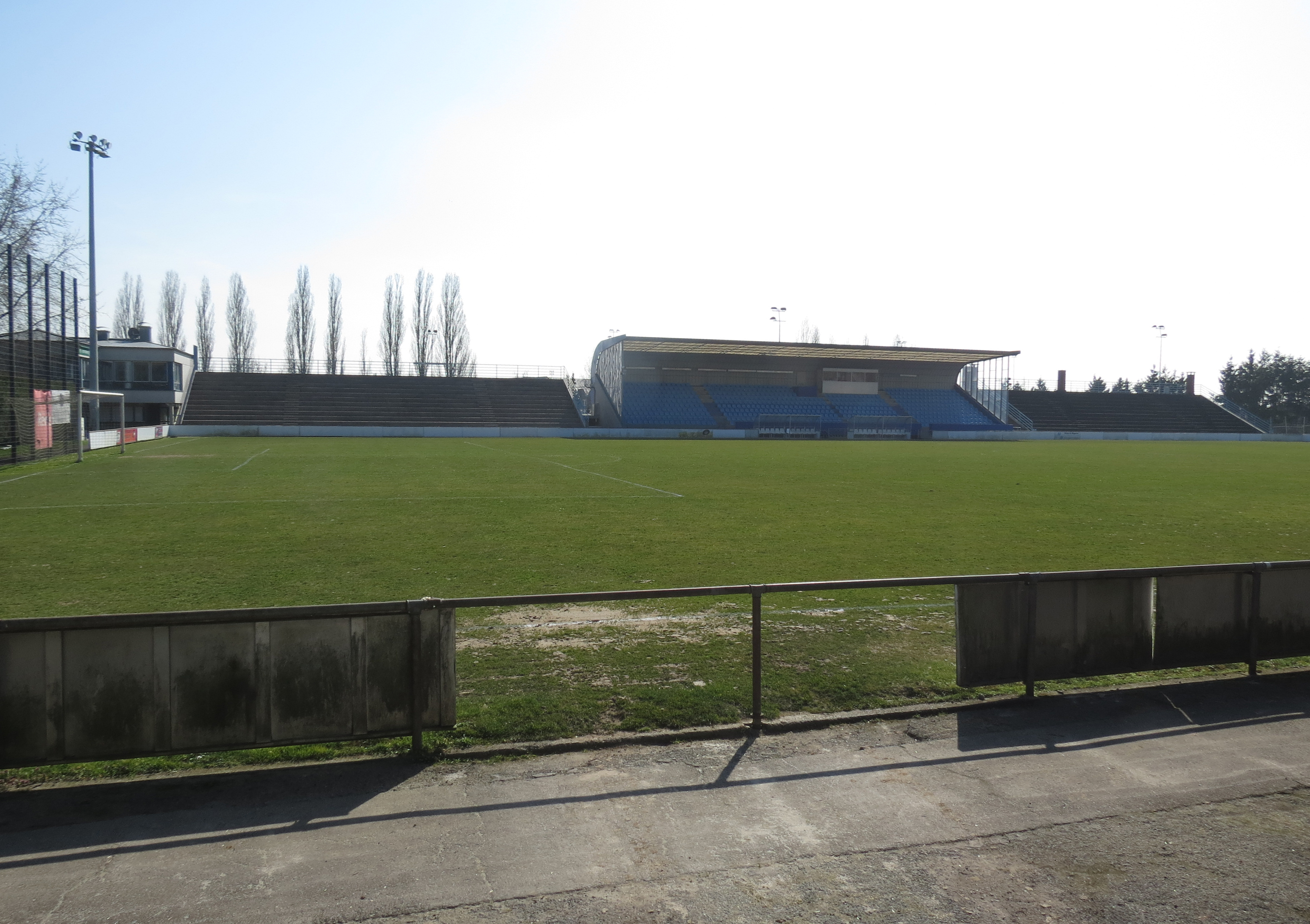
Stade Achille Hammerel (2014)

Stade Achille Hammerel is een voetbalstadion in het Luxemburgse stadsdeel Gare. Hier speelt Racing FC Union Luxemburg zijn thuiswedstrijden. Het stadion heeft een capaciteit van ongeveer 5800 toeschouwers.